# Lasiocampa serrula
Lasiocampa serrula és una espècie de papallona nocturna pertanyent a la família Lasiocampidae, subfamília Lasiocampinae i del gènere Lasiocampa.
- Distribució: sud de la Péninsula Ibèrica i Magrib.
- Envergadura del mascle: de 18 a 20 mm.
- Període de vol: de setembre a novembre.
- Hàbitat: maresmes i estepes salades.
- Plantes nutrícies: Salsola, Arthrocnemum, Atriplex.

## Sinonímia
- Bombyx maroccana Staudinger, 1894
- Bombyx palaestinensis Staudinger, 1894
- Bombyx undulata Staudinger, 1894
- Lasiocampa aegyptiaca Oberthür, 1916
- Lasiocampa almeriaensis Costa Seglar & Gómez Bustillo, 1976
- Lasiocampa bomilcar Oberthür, 1916
- Lasiocampa brunnea Rothschild, 1918
- Lasiocampa maroccana Rungs, 1943
- Lasiocampa seileri Stertz, 1912
- Lasiocampa tekna Rungs, 1943